# Titidius multifasciatus
Titidius multifasciatus är en spindelart som beskrevs av Cândido Firmino de Mello-Leitão 1929. 
Titidius multifasciatus ingår i släktet Titidius och familjen krabbspindlar. Inga underarter finns listade i Catalogue of Life.